# Milohnići
Milohnići (olaszul: San Niccolò) falu Horvátországban Tengermellék-Hegyvidék megyében. Közigazgatásilag Krkhez tartozik.

## Fekvése
A Krk-sziget Šotoventonak nevezett nyugati csücskén Krk városától 12 km-re északnyugatra, a sziget belsejében, de a legközelebbi tengerparttól a Čavlena-öböltől csak 1 km-re fekszik.

## Története
A település nevét egykori lakóiról a Milohnić családról kapta, melynek tagjai többségben ma is a sziget településein és Fiume környékén élnek.
Területe a 15. század első feléig csak gyéren lakott volt. Első írásos említése 1463-ból egy misekönyvbe írt bejegyzésből származik. A Frangepánok, hogy fokozzák az adóból származó bevételeiket a 15. században velebiti vlachokat telepítettek ide, akik egy sajátos nyelvet az úgynevezett krki románt (krčkorumunjski) beszélték. Ezt követően a lakosság többsége továbbra is horvát maradt, míg néhány család a szigeten murlakoknak nevezett vlachok közül került ki. 
A Frangepánok krki uralma 1480-ig tartott, amikor Velence tartva attól, hogy a Mátyás magyar király elfoglalja Frangepán VII. Jánost a sziget átadására bírta. Ezt követően Krk szigetét a Velence által kinevezett kormányzók, velencei nemesek igazgatták, akik viszonylagos önállóságot élveztek. A 16. század elején a török veszély miatt a kontinens területeiről számos menekült érkezett ide. 1797-ben a napóleoni háborúk egyik következménye a Velencei Köztársaság megszűnése volt. 
Napóleon bukása után 1813-ban Krk osztrák kézre került. Ausztria 1822-ben a Kvarner szigeteivel együtt elválasztotta Dalmáciától és Isztriával kapcsolta össze, mely közvetlenül Bécs irányítása alá tartozott. Népiskoláját 1845-ben alapították. 1867 és 1918 között az Osztrák–Magyar Monarchia része volt. 1857-ben 136, 1910-ben 185 lakosa volt. Az Osztrák-Magyar Monarchia bukását rövid olasz uralom követte, majd a település a Szerb–Horvát–Szlovén Királyság része lett. A második világháború idején előbb olasz, majd német csapatok szállták meg. A háborút követően újra Jugoszlávia, majd az önálló horvát állam része lett. 2011-ben 86 lakosa volt. Lakói főként mezőgazdasággal, olajbogyó termesztéssel, halászattal és újabban turizmussal foglalkoznak.

## Lakosság
| Lakosság változása | Lakosság változása | Lakosság változása | Lakosság változása | Lakosság változása | Lakosság változása | Lakosság változása | Lakosság változása | Lakosság változása | Lakosság változása | Lakosság változása | Lakosság változása | Lakosság változása | Lakosság változása | Lakosság változása | Lakosság változása |
| ------------------ | ------------------ | ------------------ | ------------------ | ------------------ | ------------------ | ------------------ | ------------------ | ------------------ | ------------------ | ------------------ | ------------------ | ------------------ | ------------------ | ------------------ | ------------------ |
| 1857               | 1869               | 1880               | 1890               | 1900               | 1910               | 1921               | 1931               | 1948               | 1953               | 1961               | 1971               | 1981               | 1991               | 2001               | 2011               |
| 136                | 150                | 164                | 156                | 151                | 185                | 198                | 176                | 206                | 184                | 170                | 123                | 104                | 77                 | 82                 | 86                 |

## Nevezetességei
- A Čavlena-öböl felett áll a Szent Krizogonusz (Sveti Krševan) ókeresztény vértanú tiszteletére szentelt kis ószláv  templom,[5] melyet 1100 körül építettek. Háromkaréjos kőből épített épület boltozott apszissal. A templomhoz a faluból vezet egy erdei ösvény, de a glavotoki kolostortól is vezet ide egy 4 km hosszú ösvény.
- A település központjában áll a Gyógyító Szűzanya (Majka Božja od Zdravlja) tiszteletére szentelt temploma a linardići plébánia filiája. Egyhajós négyszög alaprajzú kis méretű épület, homlokzata felett nyitott római típusú harangtoronnyal, melyben egy harang látható.
- A településen minden év augusztusában fesztivált rendeznek, mely számos látogatót vonz a sziget egész területéről.